# Maja Ekman
Maja Jessika Mikaelsdotter Ekman Olin, ogift Ekman, född 26 augusti 1971 i Hedvig Eleonora församling i Stockholm, död 16 september 2020 i Visby, var en svensk manusförfattare och barnskådespelare.
Maja Ekman tillhörde skådespelarsläkten Ekman. Hon var dotter till Mikael Ekman och Elisabeth Orrheim samt halvsyster till Sanna Ekman. Vidare var hon sondotter till Hasse Ekman och Agneta Wrangel samt brorsdotter till Gösta, Krister, Stefan och Fam Ekman. Hon var också dotterdotter till Olle Orrheim.
Hon och brodern Mårten Ekman spelade huvudrollerna i Ulf Andrées film Med Lill-Klas i kappsäcken (1983), vilken bygger på Gunnel Lindes roman från 1965 med samma namn. Senare arbetade hon med manus till långköraren Rederiet för SVT. I lokalradion på Gotland berättade hon om sin svåra muskelsjukdom LGMD 2I, som hon levde med sedan 21 års ålder. Precis före sin död släppte Maja Ekman boken Hur man lär sig att sluta gå. 
Maja Ekman fick tillsammans med dåvarande sambon Mats Olsson (född 1970) en dotter 1997 och en son 1998. Från 2006 till sin död var hon gift med Johan Andersson Olin (född 1967). Hon är begravd på Norra begravningsplatsen utanför Stockholm.